# 2001 en football
Cet article présente les faits marquants de l'année 2001 en football.

## Janvier
- 8 janvier : Alberto Malesani est licencié de son poste d'entraîneur du Parme FC. Arrigo Sacchi, qui a déjà entraîné Parme dans le passé, prend la relève quelques jours plus tard.
- 9 janvier : Sven-Göran Eriksson démissionne de son poste d'entraîneur de la Lazio. Dino Zoff le remplace. Eriksson prendra les rênes de la sélection anglaise à l'issue de la saison.

## Février
- 2 février : en proie à des problèmes de stress sur le banc de touche, Arrigo Sacchi démissionne de son poste d'entraîneur de Parme. Renzo Ulivieri (en) le remplace.
- 3 février, Championnat de France : large victoire de l'AS Monaco sur le FC Metz (6-1).
- 8 février : Rolland Courbis démissionne de son poste d'entraîneur du Racing Club de Lens. Georges Tournay, son adjoint, assure l'intérim jusqu'à la fin de la saison.
- 25 février, Championnat d'Angleterre : large victoire de Manchester United face à Arsenal au stade d'Old Trafford. Le score est lourd : 6-1 ! Dwight Yorke signe un triplé en faveur des Red Devils.
- 26 février : Fatih Terim démissionne de son poste d'entraîneur de la Fiorentina. Roberto Mancini lui succède quelques jours plus tard.

## Mars
- 4 mars, Championnat d'Espagne : à Santiago Bernabéu, le Real Madrid et le FC Barcelone font match nul (2-2). Raúl est l'auteur d'un doublé en faveur du Real. Rivaldo réalise la même chose en faveur du club catalan.
- 17 mars, Championnat de France : large victoire du Stade rennais sur la pelouse de l'En Avant de Guingamp (1-6). À noter également le prolifique match entre l'AS Monaco et l'ESTAC (4-3).
- 24 mars : Miroslav Klose reçoit sa première sélection en équipe d'Allemagne lors d'un match face à l'Albanie.
- 31 mars, Championnat d'Angleterre : Liverpool l'emporte 2-0 face à Manchester United à Anfield.

## Avril
- 9 avril : en match de qualification pour la Coupe du monde 2002, l'Australie s'impose 22-0 sur l'équipe du Royaume de Tonga.
- 11 avril : en match de qualification pour la Coupe du monde 2002, l'Australie réalise un nouveau carton en s'imposant 31-0 sur les Samoa américaines. Il s'agit du plus gros écart de buts enregistré lors d'un match international de football.
  - Article détaillé : Match de football Australie - Samoa américaines
- 14 avril, Championnat de France : au Stade Louis-II, festival de buts entre l'AS Monaco et l'AS Saint-Étienne (5-3).

## Mai
- 5 mai, Coupe de la Ligue, finale : au Stade de France, l'Olympique lyonnais remporte la Coupe de la ligue en battant l'AS Monaco sur le score de 2 buts à 1. Il s'agit de la première Coupe de la Ligue remportée par l'OL.
- 11 mai, Championnat d'Italie : le Milan AC écrase l’Inter Milan sur le score de 6 à 0. Ceci constitue le score le plus important de toute l’histoire de l'Euro Derby.
- 12 mai : Nantes est sacré champion de France. Il s'agit du huitième titre de champion pour les canaris.
- 16 mai, Coupe de l'UEFA, finale : Liverpool remporte la Coupe de l'UEFA contre le Deportivo Alavés, 5-4 au but en or. C'est la troisième Coupe de l'UEFA remportée par les Reds de Liverpool.
- 19 mai : 
  - Le Bayern de Munich est sacré champion d'Allemagne. Il s'agit du 17e titre de champion pour le club bavarois.
  - Championnat de France, dernière journée : à noter le prolifique match entre le Stade rennais et l'Olympique lyonnais (3-4). Au total, 33 buts sont inscrits lors de cette journée.
- 20 mai : après une année sabbatique, Guy Roux redevient l'entraîneur de l'AJ Auxerre.
- 23 mai, Ligue des champions de l'UEFA, finale : le Bayern de Munich remporte la Ligue des champions en s'imposant en finale contre Valence (Score : 1 but partout après prolongation et 5-4 aux tirs au but). C'est la quatrième Ligue des Champions gagnée par le Bayern.
- 26 mai, Coupe de France, finale : le Racing Club de Strasbourg (D1) remporte la Coupe de France en battant Amiens (club de National) en finale. C'est la troisième Coupe de France gagnée par les strasbourgeois.

## Juin
- 10 juin : la France remporte la Coupe des confédérations en s'imposant 1-0 face au Japon.
- 12 juin : Didier Deschamps devient le nouveau directeur technique de l’AS Monaco.
- 13 juin : Luiz Felipe Scolari devient le nouvel entraîneur de l'équipe du Brésil.
- 17 juin : la Roma est sacrée championne d'Italie à la suite de sa victoire face à Parma
- 18 juin : Lilian Thuram, défenseur français de Parme, signe un contrat de cinq ans en faveur de la Juventus. Le transfert est évalué à près de 240 millions de francs (37 millions d'euros).
- 28 juin, Copa Libertadores, finale : le Boca Juniors remporte pour la seconde année consécutive la Copa Libertadores. Les argentins battent le club mexicain du CD Cruz Azul en finale.

## Juillet
- 1er juillet : le footballeur tchèque Pavel Nedvěd est transféré de la Lazio à la Juventus. Le transfert est de 41 millions d'euros.
- 2 juillet : le footballeur italien Filippo Inzaghi quitte la Juventus et rejoint le Milan AC pour un transfert évalué à 270 millions de francs (41 millions d'euros).
- 4 juillet : le footballeur portugais Rui Costa est transféré de la Fiorentina au Milan AC. La transaction se monte à 43 millions d'euros, un record pour les Rossoneri.
- 5 juillet : le gardien italien Gianluigi Buffon est transféré de Parme à la Juventus pour la somme de 52 millions d'euros. Il devient ainsi le gardien le plus cher de l’histoire du football.
- 9 juillet : le footballeur international français Zinédine Zidane est transféré de la Juventus au Real Madrid pour près de 500 millions de francs (75 millions d'euros). C'est - en cette année 2001 - le plus gros transfert de l'histoire du football. Ce record sera dépassé en 2009 avec le transfert de Cristiano Ronaldo (94 millions d'euros).
- 11 juillet : Juan Sebastián Verón, footballeur argentin de la Lazio, rejoint le club anglais de Manchester United. Le transfert est évalué à 46 millions d'euros, un record pour un club anglais.
- 18 juillet : la Lazio recrute le footballeur espagnol Gaizka Mendieta en provenance du FC Valence. Le transfert s'élève à 48 millions d'euros, un record pour un joueur espagnol.
- 25 juillet : le défenseur international français Frank Lebœuf s'engage avec l'Olympique de Marseille.
- 26 juillet : à deux jours seulement de la reprise du championnat, l'entraîneur de l'OM, Tomislav Ivić, démissionne. José Anigo, son adjoint, prend les rênes de l'équipe.
- 28 juillet, Championnat de France : l'AJ Auxerre corrige le Stade rennais 5-0 alors que les bretons évoluent pourtant à domicile. Djibril Cissé inscrit 4 buts !
- 29 juillet, Copa América, finale : la Colombie remporte la Copa América en s'imposant 1-0 face au Mexique.

## Août
- 4 août, Championnat de France : à noter le prolifique match entre le FC Sochaux et le Stade rennais (4-3).
- 24 août :
  - José Anigo n'est plus l'entraîneur de l'Olympique de Marseille. Il est renvoyé par Bernard Tapie après seulement un mois passé à ce poste !
  - Supercoupe de l'UEFA : Liverpool remporte ce match de gala au Stade Louis-II à Monaco en s'imposant 3 buts à 2 face au Bayern de Munich.

## Octobre
- 6 octobre : 1er match de football entre la France et l'Algérie ; La Marseillaise est sifflée et le match est interrompu à un quart d'heure de la fin à la suite de l'envahissement du terrain par une partie du public.
- 27 octobre, Championnat de France : Le derby de la Bretagne sourit à Lorient : les Merlus s'imposent 6 buts à 2 devant Guingamp. Jean-Claude Darcheville signe un triplé.

## Novembre
- 4 novembre, Championnat d'Angleterre : à Anfield, Liverpool s'impose 3-1 sur Manchester United.
- 5 novembre :
  - Championnat d'Espagne : à Santiago Bernabéu, le Real Madrid s'impose 2-0 sur le FC Barcelone. Les buts sont inscrits par Fernando Morientes et par Luís Figo.
  - Carlo Ancelotti est intronisé entraîneur du Milan AC. Il remplace Fatih Terim.
- 23 novembre: la Jeunesse sportive de Kabylie tenante du titre, remporte la Coupe de la CAF face à l'Étoile sportive du Sahel
- 27 novembre : le Bayern de Munich remporte la Coupe intercontinentale en battant le Boca Juniors sur le score de 1-0.
- 28 novembre, Championnat de France : le RC Lens écrase Bastia (7-0) et s'envole en tête du classement de D1.
- 29 novembre, Championnat de France : le match au sommet entre l'OM et le PSG ne livre pas de vainqueur et se solde par un simple 0-0.

## Décembre
- 3 décembre : Ronald Koeman devient le nouvel entraîneur de l'Ajax Amsterdam.
- 17 décembre : l’attaquant anglais Michael Owen reçoit le Ballon d'or France football au titre de l'année 2001.
- 21 décembre : 
  - L'attaquant parisien Nicolas Anelka est prêté à Liverpool jusqu'à la fin de la saison.
  - Ligue des champions de la CAF, finale : le club égyptien d'Al Ahly SC remporte la Ligue des champions face au club sud-africain des Mamelodi Sundowns.

## Naissances
Plus d'informations : Liste d'acteurs du football nés en 2001.
- 2 janvier : Leo Cornic, footballeur norvégien.
- 3 janvier : Mikkel Kaufmann, footballeur danois.
- 4 janvier : Odilon Kossounou, footballeur ivoirien.
- 5 janvier : Mykhaïlo Mudryk, footballeur ukrainien.
- 6 janvier : Oscar Aga, footballeur norvégien.
- 9 janvier : Rodrygo, footballeur brésilien.
- 10 janvier : Arnau Puigmal, footballeur espagnol.
- 17 janvier : Enzo Fernández, footballeur argentin.
- 18 janvier : Łukasz Łakomy, footballeur polonais.
- 9 février : Noah Pallas, footballeur finlandais.
- 12 février : Khvicha Kvaratskhelia, footballeur géorgien.
- 17 mars : Nicolás Marichal, footballeur uruguayen.
- 17 mars : Pietro Pellegri, footballeur italien.
- 24 mars : William Saliba, footballeur français.
- 26 mars : 
  - Benoît Badiashile, footballeur français.
  - Khéphren Thuram, footballeur français.
- 7 avril : Morten Frendrup, footballeur danois.
- 18 avril : Santiago Giménez, footballeur mexicain.
- 19 avril : 
  - Gustav Isaksen, footballeur danois.
  - Micky van de Ven, footballeur néerlandais.
- 26 avril : Thiago Almada, fotballeur argentin.
- 30 avril :
  - Nathan Collins, footballeur irlandais.
  - Martin Moormann, footballeur autrichien.
- 4 mai : Nicolas Seiwald, footballeur autrichien.
- 8 août : Malick Thiaw, footballeur allemand.
- 5 septembre : Bukayo Saka, footballeur anglais.
- 2 novembre : Moisés Caicedo, footballeur équatorien.

## Principaux décès
Plus d'informations : Liste d'acteurs du football morts en 2001.
- 15 janvier : décès à 55 ans de Jacques Rossignol, joueur français[1].
- 19 janvier : décès à 60 ans d'Alberto Gallardo, international péruvien ayant remporté quatre championnats du Pérou puis comme entraîneur le Championnat du Pérou en 1988.
- 14 février : décès à 87 ans de Domènec Balmanya, joueur espagnol ayant remporté la Coupe d'espagne 1942 puis comme entraîneur la Coupe des villes de foires 1958, le Championnat d'Espagne 1966 et la Coupe d'espagne 1957[2].
- 21 février : décès à 96 ans d'Auguste Aquaron, joueur français[3].
- ? mars : décès à 73 ans de Heinz Satrapa, international est-allemand ayant remporté le championnat d'Allemagne de l'Est 1950 devenu entraîneur.
- 2 mars : décès à 42 ans de Jean-Luc Fournier, joueur français[4].
- 8 mars : décès à 67 ans de Bent Hansen, international danois ayant remporté la médaille d'argent des Jeux olympiques de Rome en 1960.
- 3 avril : décès à 80 ans de Dominique Franceschi, joueur français ayant remporté le Championnat de France en 1948[5].
- 5 avril : décès à 90 d'Aldo Olivieri, international italien ayant remporté la Coupe du monde 1938.
- 2 mai : décès à 82 ans de Georges Dard, international français ayant remporté deux championnat de France et la Coupe de France 1943[6].
- 12 mai : décès à 77 de Didi, international brésilien ayant remporté deux Coupes du monde et la Coupe d'Europe des clubs champions en 1960[7].
- 22 juin : décès à 83 ans de Luis Carniglia, joueur argentin ayant remporté le Championnat d'Argentine 1940, le Championnat de France 1952 et 2 Coupe de France puis comme entraîneur deux Coupes des clubs champions, la Coupe des villes de foires 1961, le Championnat de France 1956 et le Championnat d'Espagne 1958.
- 26 juin : décès à 84 ans d'Ahmed Nemeur, joueur puis entraîneur français[8].
- 3 juillet : décès à 79 ans de Billy Liddell, international écossais ayant remporté le Championnat d'Angleterre 1947.
- 16 juillet : décès à 75 ans de James Poncet, joueur français[9].
- 26 juillet : décès à 66 ans de Laurent-Pierre Baden, joueur français[10].
- 16 août : décès à 31 ans de Sizwe Motaung, international sud-africain[11].
- 22 août : décès à 75 ans d'Antonio Noguera, joueur espagnol ayant remporté 2 Championnat d'Espagne et la Coupe d'Espagne 1954[12].
- 28 août : décès à 87 ans de Jan Goossens, joueur belge.
- 15 septembre : décès à 82 ans de Florencio Caffaratti, joueur argentin ayant remporté 2 Championnat d'Espagne devenu entraîneur.
- 20 septembre : décès à 64 ans d'Alain Jubert, joueur français devenu entraîneur[13].
- 29 septembre : décès à 26 ans de Youssef Belkhouja, international marocain ayant remporté la Coupe du Maroc 2001.
- 5 octobre : décès à 70 ans de Joaquim Brugué, joueur espagnol ayant remporté 2 Coupe des villes de foires, 4 Championnat d'Espagne et 4 Coupe d'Espagne[14].
- 19 octobre : décès à 57 ans d'Araquem de Melo, joueur brésilien.
- 1er novembre : décès à 53 ans de Serge Mesonès, joueur puis entraîneur français[15].
- 14 novembre : décès à 79 ans de Juan Carlos Lorenzo, joueur argentin puis entraîneur ayant remporté la Coupe intercontinentale 1978 et 2 Copa Libertadores. Il fut également brièvement sélectionneur de son pays.
- 29 novembre : décès à 51 ans d'Alain Cerrato, joueur français[16].
- 12 décembre : décès à 88 ans de Josef Bican, international autrichien et tchécoslovaque  ayant remporté 5 Championnat de Tchécoslovaquie et 3 Championnat d'Autriche.
- 20 décembre : décès à 69 ans d'Armando Fernández, joueur espagnol ayant remporté la Coupe d'Espagne 1957.
- 24 décembre : décès à 81 ans de René Alpsteg, international français[17].